# Red Deer

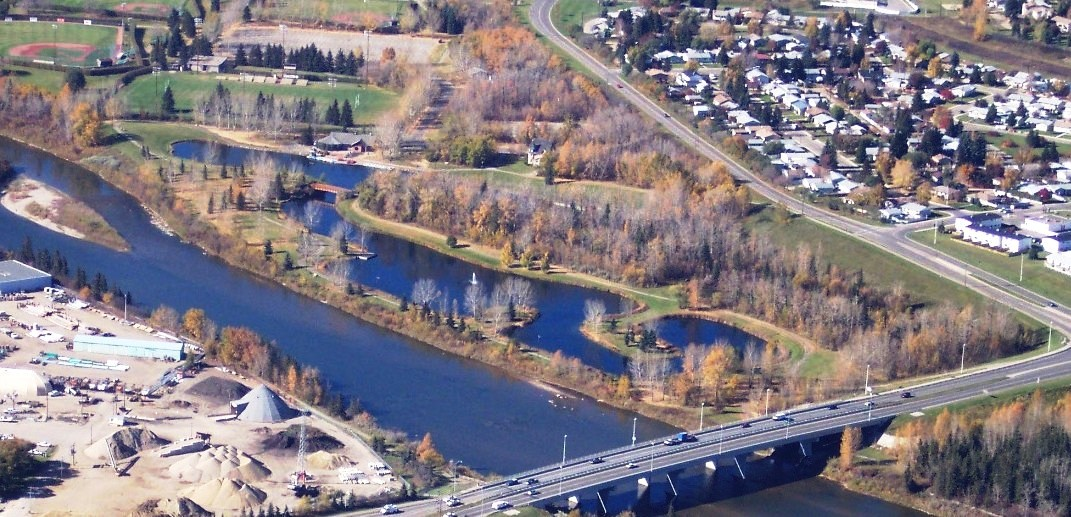
Bower Ponds, Red Deer (2005)

Red Deer is een stad in de Canadese provincie Alberta. Het is de derde stad van Alberta qua inwoneraantal en ligt ongeveer halverwege Edmonton en Calgary. De stad is een regionaal centrum voor de olie en petrochemische industrieën.
De stad beslaat een oppervlakte van 70,58 km² en ligt op een hoogte van 905 meter boven zeeniveau. Red Deer is in 1882 als handelspost aan de Red Deer River ontstaan en op 25 maart 1913 werd het, met bijna 2.800 inwoners, officieel een stad.
In 2021 was het inwonertal 100844. Bijna 90% van alle gezinnen spreekt als eerste taal Engels terwijl ongeveer 1,7% Spaans en 1,6% Frans spreekt.
Vlakbij liggen de Red Deer Badlands, waar men een museum over dinosauriërs, en vele winkels kan vinden.

## Geboren
- Steven Elm (1975), schaatser
- Chaim Schalk (1986), beachvolleyballer
- Rebecca Smith (2000), zwemster